# Михаел Ренсинг
Михаел Ренсинг (Линген; 14. мај 1984) је бивши немачки фудбалер који је играо на позицији голмана.
Отац му је Немац а мајка му је Српкиња.